# Emil Kołodziej
Emil Kazimierz Kołodziej (ur. 2 stycznia 1917 w Futomie, zm. 23 czerwca 2014) – polski prawnik i polityk, poseł na Sejm PRL V, VI, VII, VIII i IX kadencji. Minister przemysłu spożywczego i skupu (1971–1980), członek Rady Państwa (1980–1985).

## Życiorys
Syn Józefa i Zofii. Studiował na Uniwersytecie Lwowskim i Uniwersytecie Warszawskim (kończąc je odpowiednio w 1940 i 1947). Od 1936 członek Stronnictwa Ludowego, następnie Zjednoczonego Stronnictwa Ludowego, członek władz ZSL – w latach 1959–1984 członek Naczelnego Komitetu, w latach 1969–1981 członek Prezydium NK, w latach 1969–1971 sekretarz NK, w 1980 członek Sekretariatu NK.
Przed 1939 działacz młodzieżowych organizacji wiejskich, podczas II wojny światowej uczestnik ruchu oporu (Bataliony Chłopskie). W latach 1945–1957 pracował w spółdzielczości wiejskiej, był m.in. dyrektorem handlowym zarządu głównego Centrali Rolniczych Spółdzielni „Samopomoc Chłopska”. Od 1950 adwokat.
W latach 1957–1969 podsekretarz stanu (wiceminister) w Ministerstwie Handlu Wewnętrznego, w latach 1971–1980 minister przemysłu spożywczego i skupu. W latach 1980–1985 członek Rady Państwa.
Był posłem na Sejm PRL V, VI, VII, VIII i IX kadencji w latach 1969–1989, wielokrotnie przewodniczył komisjom sejmowym – Komisji Leśnictwa i Przemysłu Drzewnego (1980–1984), Komisji Rolnictwa, Gospodarki Żywnościowej i Leśnictwa (1984–1985), Komisji Skarg i Wniosków (1985–1987) oraz Komisji Prac Ustawodawczych (1987–1989).
Zasłużony działacz środowiska łowieckiego, był m.in. członkiem Prezydium Naczelnej Rady Łowieckiej, a także członkiem i wiceprezesem zarządu głównego Polskiego Związku Łowieckiego. Był również wieloletnim członkiem Rady Naczelnej Związku Bojowników o Wolność i Demokrację. W 1982 wszedł w skład Społecznego Komitetu Budowy Pomnika Wincentego Witosa w Warszawie, który został odsłonięty w 1985.
W 2004 wydał dwie książki. Pierwszą z nich zatytułował Spod niskich pował do szczytów władz i poświęcił ją swojemu życiu zawodowemu. W drugiej – Historia rodu Kołodziejów od połowy XIX w. – pokrótce przedstawił wszystkich członków swojej licznej rodziny.
Dnia 12 października 2011 Sąd Okręgowy w Warszawie uznał Emila Kołodzieja za winnego przestępstwa. Były członek Rady Państwa PRL przekroczył uprawnienia, głosując w 1981 za uchwaleniem dekretów o stanie wojennym.
Pochowany na cmentarzu Powązkowskim w Warszawie (kwatera 154b-4-15).

## Odznaczenia
- Order Sztandaru Pracy I klasy (1969)[4]
- Order Sztandaru Pracy II klasy
- Krzyż Komandorski Orderu Odrodzenia Polski
- Krzyż Kawalerski Orderu Odrodzenia Polski (1954)[5]
- Złoty Krzyż Zasługi (1946)[6]
- Medal 10-lecia Polski Ludowej (1955)[7]
- Złoty Medal „Za zasługi dla obronności kraju” (1973)[8]
- Odznaka „Zasłużony dla województwa rzeszowskiego” (1972)[9]